# LGV Canton - Shenzhen - Hong Kong
La ligne à grande vitesse Canton - Shenzhen - Hong Kong, ou LGV Guang-shen-gang (chinois simplifié : 广深港高速铁路 ; chinois traditionnel : 廣深港高速鐵路 ; pinyin : Guang Shen Gang Gaosu Tielu) est une ligne à grande vitesse de 142 km de long reliant Canton (Guangzhou), Shenzhen et Hong Kong, en Chine.
Conçue pour être parcourue à une vitesse maximale de 350 km/h, elle est en service commercial depuis le 23 septembre 2018.

## Historique
La première section entre Canton et Shenzhen est inaugurée le 26 décembre 2011.
Le 23 septembre 2018, la ligne entre en service commercial dans sa totalité avec la mise en service de la section vers Hong Kong.

## Caractéristiques

### Ligne
La ligne fait 142 km de long.

### Gares

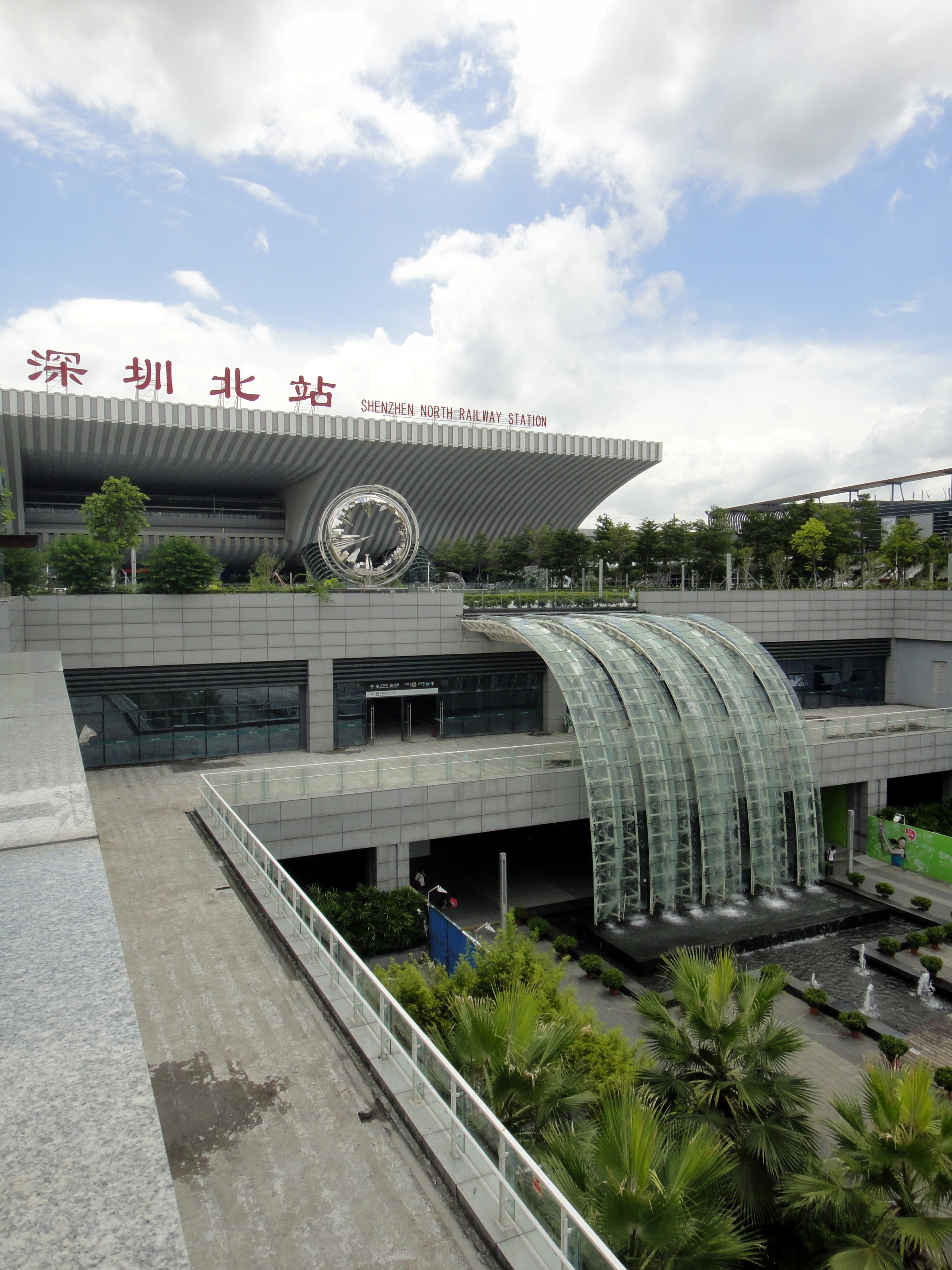
Partie est de la gare de Shenzhen-Nord.

La ligne possède deux gares terminales : la gare de Canton-Sud et la gare de Hong Kong-West Kowloon (Hong Kong), ainsi que cinq gares intermédiaires toutes situées en Chine continentale: Qingsheng, Humen, Guangming, Shenzhen-Nord et Futian.
| Gare                           | Nom en chinois          | Distance totale (en km) | Correspondance(s) | District, ville          |  |
|                                |                         |                         |                   |                          |  |
| Gare de Canton-Sud             | 广州南 / 廣州南         | 0                       |                   | Panyu, Canton            |  |
| Qingsheng                      | 庆盛 / 慶盛             | ?                       |                   | Nansha, Canton           |  |
| Humen                          | 虎门 / 虎門             | ?                       |                   | Humen, Dongguan          |  |
| Guangming                      | 光明城                  | ?                       |                   | Bao'an, Shenzhen         |  |
| Shenzhen-Nord                  | 深圳北                  | ?                       |                   | Longhua, Shenzhen        |  |
| Futian                         | 福田                    | ?                       |                   | Futian, Shenzhen         |  |
| Gare de Hong Kong-West Kowloon | 香港西九龙 / 香港西九龍 | 142                     |                   | Yau Tsim Mong, Hong Kong |  |
|                                |                         |                         |                   |                          |  |

- Canton-Sud – ouverte le 31 janvier 2010
- Qingsheng – ouverte le 26 décembre 2011
- Humen – ouverte le 26 décembre 2011
- Guangmingcheng – ouverte le 26 décembre 2011
- Shenzhen-Nord – ouverte le 26 décembre 2011
- Futian – ouverte le 30 décembre 2015
- Hong Kong-West Kowloon – ouverte le 23 septembre 2018

## Exploitation
La ligne est exploitée par China Railway entre Canton-Sud et Futian. La section à Hong Kong est exploitée par MTR Corporation.